# Araneus gundlachi
Araneus gundlachi là một loài nhện trong họ Araneidae.
Loài này thuộc chi Araneus. Araneus gundlachi được Richard C. Banks miêu tả năm 1914.